# Ливингстон (футбольный клуб)
«Ли́вингстон» (англ. и скотс Livingston F.C.) — шотландский футбольный клуб из одноимённого города, выступающий в шотландском чемпиошипе.

## История

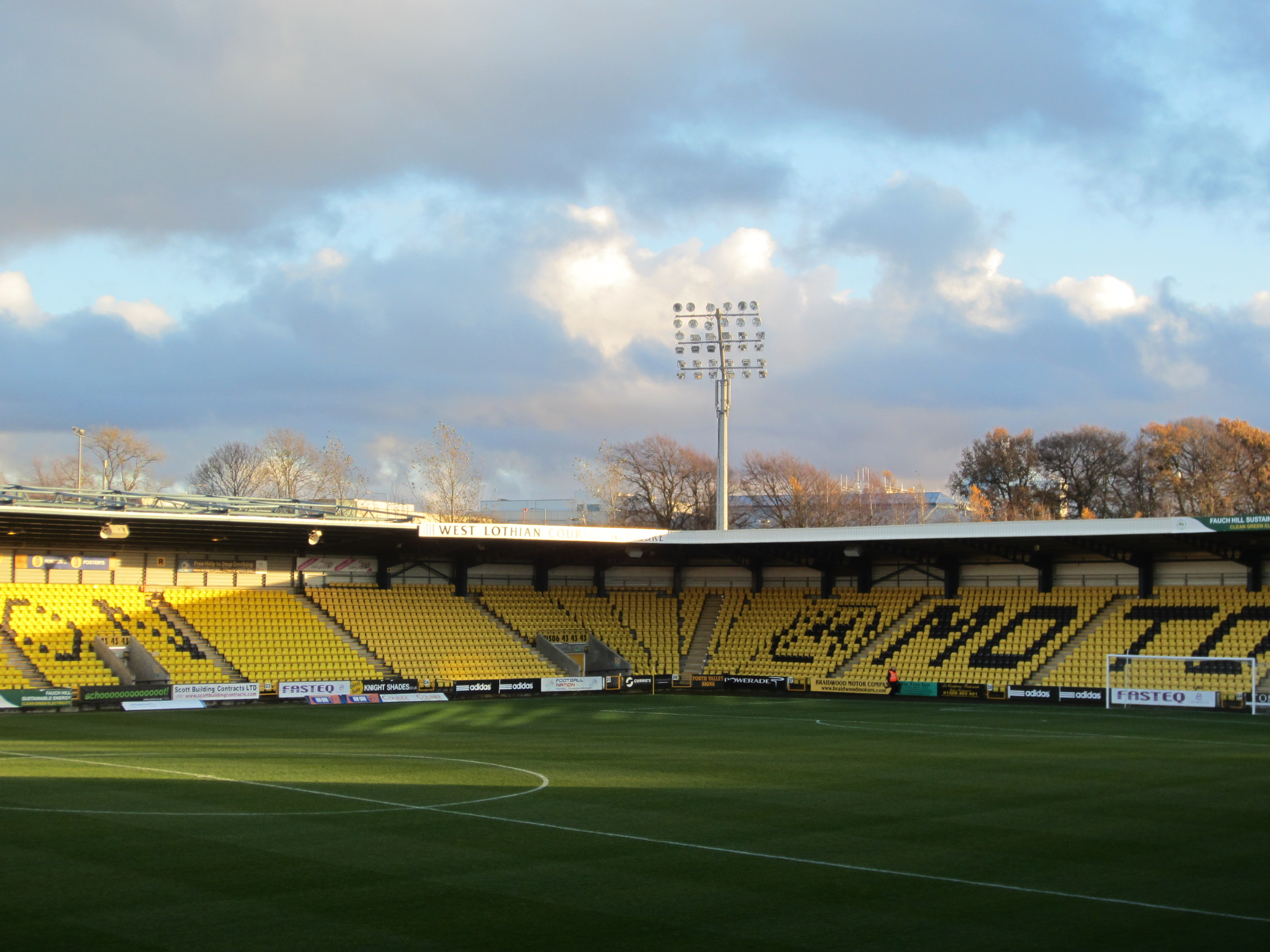
Стадион Алмондвейл

Основан в 1943 году. Домашние матчи проводит на стадионе «Алмондвейл», вмещающем 8 716 зрителей. «Ливингстон» является обладателем Кубка шотландской лиги. В сезоне 2001/02 клуб добился наибольшего для себя успеха в чемпионате Шотландии, заняв третье место, этот успех позволил клубу принять участие в Кубке УЕФА. Ранее клуб носил названия «Ферранти Тисл» и «Мидоубанк Тисл».

## Достижения
- Третий дивизион Шотландии:
  - Чемпион (2): 1995/96, 2009/10
- Второй дивизион Шотландии:
  - Чемпион (3): 1986/87, 1998/99, 2010/11
- Первый дивизион Шотландии:
  - Чемпион (1): 2000/01
- Кубок шотландской лиги:
  - Обладатель (1): 2004
- Шотландский кубок вызова:
  - Победитель (1): 2014/15
  - Финалист (1): 2000/01

## Выступления в еврокубках
| Сезон   | Турнир     | Раунд |                   | Клуб  | Счёт     |
| ------- | ---------- | ----- | ----------------- | ----- | -------- |
| 2002/03 | Кубок УЕФА | КР    | Флаг Лихтенштейна | Вадуц | 1:1, 0:0 |
| 2002/03 | Кубок УЕФА | 1Р    | Флаг Австрии      | Штурм | 2:5, 4:3 |

- КР — квалификационный раунд,
- 1Р — первый раунд.

## Форма

### Домашняя
| 2017/18 | 2018/19 | 2021/22 | 2022/23 | 2023/24 | 2024/25 |

### Гостевая
| 2017/18 | 2018/19 | 2021/22 | 2022/23 | 2023/24 | 2024/25 |

Источники:,